# 鮑之鍾
鲍之钟（1740年—1802年），字雅堂，一字礼凫，号论山。江蘇丹徒人。清朝詩人、官員。

## 生平
鲍之钟为鲍皋之子，少年即负才名，文采秀逸高雅。乾隆三十四年（1769年）中进士，官至户部郎中。晚年流连诗酒以终。
之钟工诗，在京师时与洪亮吉、吴锡麒、赵怀玉多有唱酬，被法式善称为“诗龛四友”。
著有《论山诗稿》、《山海经韵语》，并将其母及胞妹的诗集辑为《京江鲍氏课选楼合稿》13卷（光绪八年（1882）刻本）。

## 家庭
- 父鲍皋（字步江，号海门，1708-1765），布衣诗人，现存诗集《海门初集》十卷，为江南河道总督高斌的《固哉草亭集》校阅并题辞。
- 母陈蕊珠，著《课选楼遗诗》1卷。
- 胞妹鲍之兰，有《起云阁诗钞》4卷；鲍之蕙，有《清娱阁诗钞》6卷（袁枚的入室女弟子）；鲍之芬，有《三秀斋诗钞》2卷。